# Sakamoto Ryoma
Sakamoto Ryoma (em japonês: 坂本 龍馬 (Kyujitai); 坂本 竜馬 (Shinjitai); romaniz.: Sakamoto Ryōma; nascido em Tosa, Província de Tosa, Xogunato Tokugawa, em 3 de janeiro de 1836 — falecido em Quioto, Província de Yamashiro, Xogunato Tokugawa, 10 de dezembro de 1867) foi um líder do movimento para derrubar o Xogunato Tokugawa durante o Período Bakumatsu, no Japão. Ryoma usava o pseudônimo Saidani Umetarō (em japonês: 才谷 梅太郎; romaniz.: Umetarō Saitani).

## A juventude de Ryoma
Ryoma nasceu na então província de Tosa na ilha de Shikoku. Pelo calendário japonês, ele nasceu no sexto ano da era Tenpo (1836). Seus antepassados obtiveram um nível de riqueza considerável como produtores de saquê, conseguindo adquirir o título de mercadores samurais, que era o nível mais baixo na hierarquia social dos samurais. Depois de ele sofrer maltratos na escola, sua irmã mais velha o matriculou em uma escola de esgrima. Quando ele chegou à maioridade, já era um espadachim habilidoso. Em 1853, ele estava em Edo como um discípulo de Chiba Sadakichi, um mestre samurai do estilo de kenjutsu Hokushin Itto-Ryu, quando o comodoro Matthew Calbraith Perry, dos Estados Unidos, chegou com uma frota de navios para forçar o Japão a abandonar sua política de isolamento com o resto do mundo. Ryoma foi atraído por indivíduos patriotas de dentro da classe dos samurais que apoiavam a política do Sonnō jōi ("Reverência ao Imperador, expulsão dos bárbaros"). Ele foi recrutado para um partido anti-Tokugawa e pró-imperador na Província de Tosa, por Takechi Hanpeita, mas foi forçado a fugir para o exílio como um ronin, aos 28 anos, quando o plano deles de tomar o controle da província foi descoberto.

## Período Bakumatsu

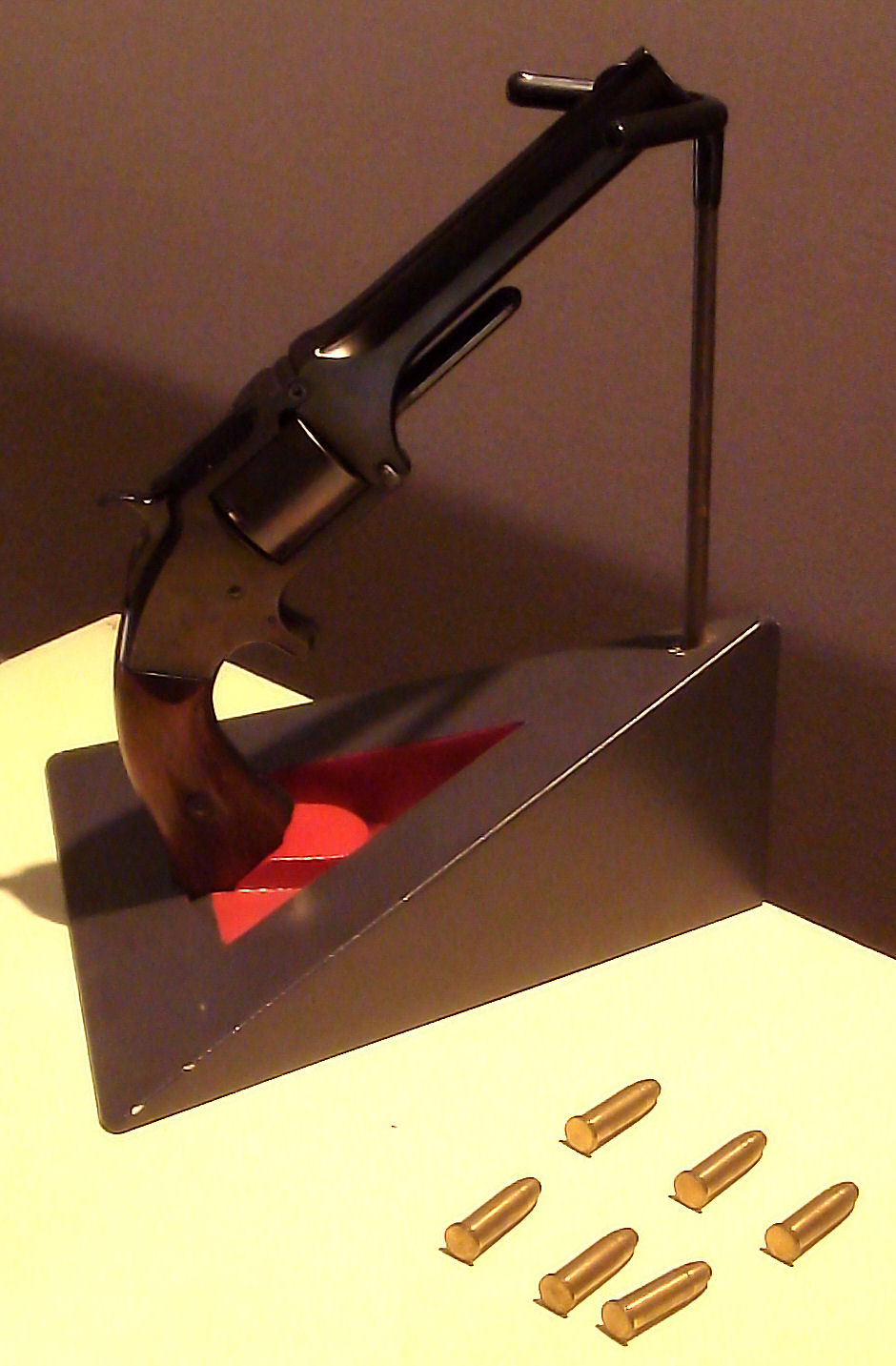
Uma arma similar à que pertenceu a Sakamoto Ryoma

Como um ronin, Ryoma decidiu assassinar Katsu Kaishu, um oficial de alto escalão do Xogunato Tokugawa e um apoiador da modernização e aproximação com o Ocidente. Entretanto, Katsu Kaishu persuadiu Ryoma da necessidade de um plano de longo prazo para fortalecer o aparelho militar japonês. Ao invés de matá-lo, Ryoma começou a trabalhar como seu assistente e protegido.
Em 1864, como o Xogunato Tokugawa começou a tomar uma postura mais rígida, Ryoma fugiu para Kagoshima, no antigo Domínio de Satsuma, que estava se desenvolvendo como um grande centro do movimento anti-tokugawa. Ryoma negociou uma aliança secreta entre o Domínio de Chōshū e o Domínio de Satsuma. As regiões eram inimigas históricas e o papel de Ryoma como interventor neutro foi fundamental para selar o acordo.

A bandeira Kaientai

Ryoma é frequentemente considerado o "pai da Marinha Imperial Japonesa", visto que ele trabalhou na direção proposta por Katsu Kaishu em criar uma força naval moderna (com auxílio das potências ocidentais) para possibilitar que Satsuma e Chōshū pudessem bater de frente com as forças navais do Xogunato Tokugawa. Ryoma fundou a companhia de comércio Kameyama Shachu, na cidade de Nagasaki, com a ajuda de Satsuma. Mais tarde, Kameyama Shachu tornou-se a Kaientai.
A vitória de Chōshū sobre o exército de Tokugawa em 1866 e o iminente colapso do Xogunato Tokugawa fizeram de Ryoma um personagem valioso para os antigos senhores feudais de Tosa. Ryoma foi chamado de volta para Kochi com honras. A província de Tosa estava com expectativas de obter um acordo negociado entre o Xogum e o Imperador, que evitaria que a poderosa Aliança Sachō tomasse o poder de Tokugawa à força e assim surgindo como uma nova força dominante no Japão. Ryoma desempenhou um papel crucial nas negociações que levaram a renúncia voluntária do Xogum Tokugawa Yoshinobu, em 1867, iniciando a Restauração Meiji.
Ryoma foi assassinado quando tinha 33 anos (de acordo com o calendário lunar, ele nasceu em 15 de novembro de 1835 e foi morto em seu aniversário em 1867) na pousada Ōmiya (近江屋), em Quioto, um pouco antes do começo da Restauração Meiji. Relatos iniciais acusaram membros do Shinsengumi pela morte de Ryoma e Nakaoka Shintaro — sendo que o líder do Shinsengumi, Kondo Isami, foi executado por essa alegação —, mas outro grupo pró-Xogum, o Mimawarigumi de Imai Nobuo confessou o assassinato em 1870. Apesar de Sasaki Tadasaburō e Imai Nobuo levarem a culpa, o verdadeiro assassino nunca foi levado à julgamento.

## Legado
Ryōma foi um líder que desejava um Japão sem laços com o feudalismo. Ele estudou e inspirou-se no exemplo dos Estados Unidos e suas ideias de igualdade. Percebeu que, para competir com os outros países que eram mais avançados industrial e tecnologicamente, o país precisava se modernizar. Para tanto, ele elaborou o Shin Seifu Koryo Hassaku (Programa de oito pontos para um novo governo), em que ele apresenta um sistema de governo em contraposição ao sistema existente na época Ele também era conhecido por sua intrigante mistura entre o tradicional e o moderno, simbolizado em sua preferência em vestir roupas de samurai ao mesmo tempo em que calçava sapatos ocidentais.